# Andrzej Urbanik (polityk)
Andrzej Urbanik (ur. 26 maja 1950) – polski polityk, inżynier i nauczyciel akademicki, działacz opozycji demokratycznej w okresie PRL, w latach 1991–1992 sekretarz stanu w Ministerstwie Pracy i Polityki Socjalnej oraz pełnomocnik rządu ds. osób niepełnosprawnych, w latach 1998–2001 prezes Agencji Budowy i Eksploatacji Autostrad.

## Życiorys
Z wykształcenia inżynier. Uzyskał stopień naukowy doktora, specjalizował się w automatyce, elektronice i informatyce w transporcie. Podjął pracę jako nauczyciel akademicki. Działał w NSZZ „Solidarność”, był wiceprzewodniczącym jego struktur na Politechnice Warszawskiej. Od 13 maja 1982 przez około dwa miesiące był internowany. Działał w duszpasterstwie byłych internowanych i więźniów politycznych, został także członkiem Sekcji Rodzin Klubu Inteligencji Katolickiej w Warszawie. Działał w stołecznym Komitecie Obywatelskim, do października 1990 był wiceprzewodniczącym stołecznej rady porozumienia KO.
Zaangażował się w działalność polityczną w ramach Ruchu Obywatelskiego Akcja Demokratyczna, został członkiem krajowej i warszawskiej rady partii. Później wraz z ROAD przystąpił do Unii Demokratycznej, przekształconej następnie w Unię Wolności. W 1991 i w 1993 (z listy UW) kandydował do Sejmu w okręgach warszawskich. Od lutego 1990 do lipca 1991 w ramach Ministerstwa Pracy i Polityki Społecznej był pełnomocnikiem ds. spółdzielni inwalidów i spółdzielni niewidomych. Od sierpnia 1991 do stycznia 1992 pełnił funkcję podsekretarza stanu w tym resorcie oraz pełnomocnika rządu ds. osób niepełnosprawnych. Z urzędu był wówczas przewodniczącym rady nadzorczej Państwowego Funduszu Rehabilitacji Osób Niepełnosprawnych.
W pierwszej połowie lat 90. był radnym w Warszawie i delegatem do Sejmiku Samorządowego Województwa Warszawskiego. W latach 1998–2001 pełnił funkcję prezesa Agencji Budowy i Eksploatacji Autostrad. W 1998 wybrano go do Sejmiku Województwa Mazowieckiego I kadencji z listy Unii Wolności, w 2002 bez powodzenia ubiegał się o reelekcję. Pracował później jako pełnomocnik dyrektora ds. platform technologicznych transportu drogowego w Instytucie Badawczym Dróg i Mostów, został też adiunktem w tym instytucie oraz na Uczelni Techniczno-Handlowej im. Heleny Chodkowskiej.
W 2011 odznaczony Krzyżem Kawalerskim Orderu Odrodzenia Polski.